# Struganik
Struganik (em cirílico: Струганик) é uma vila da Sérvia localizada no município de Mionica, pertencente ao distrito de Kolubara, na região de Kolubara Podgorina. A sua população era de 202 habitantes segundo o censo de 2011.

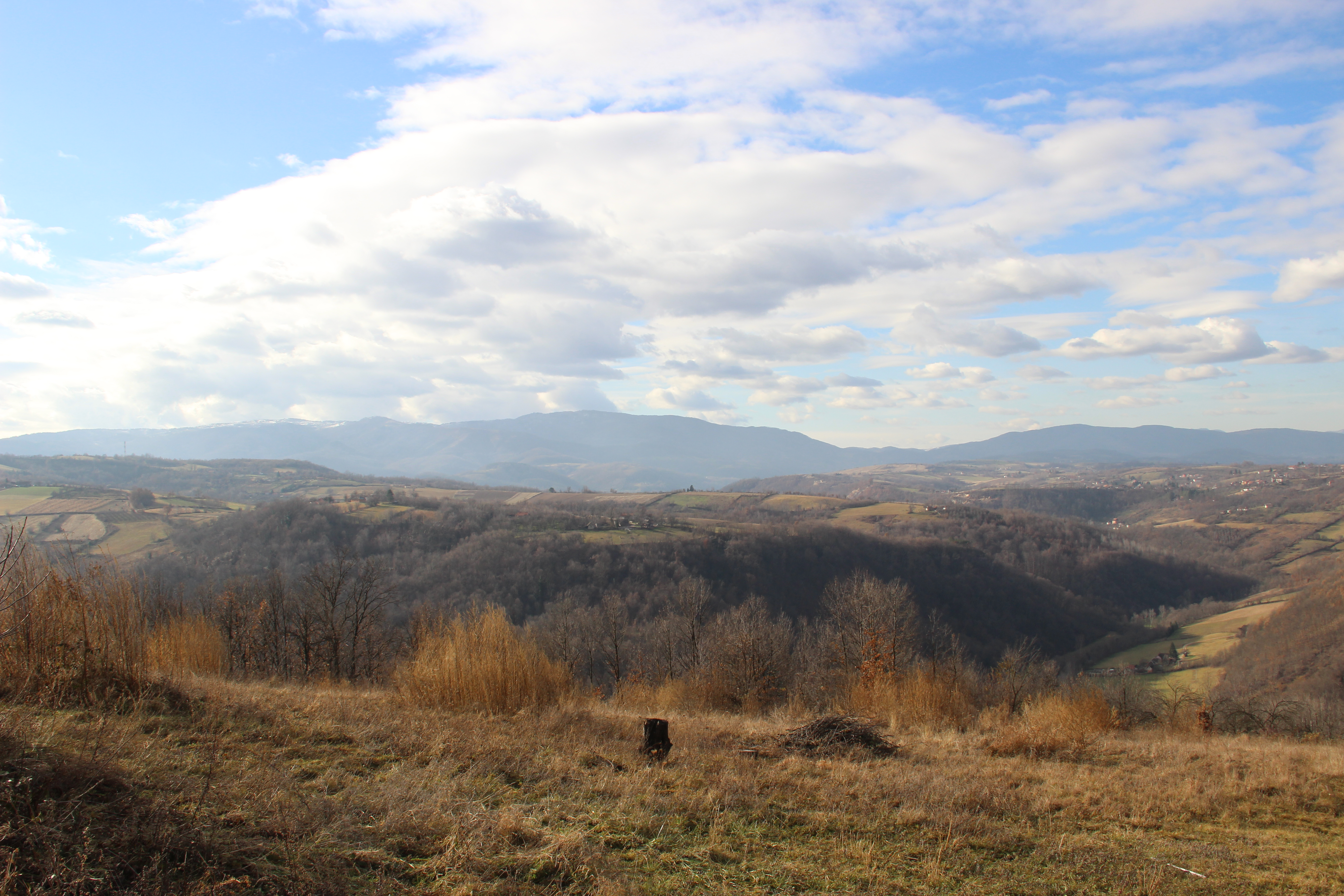
Struganik - panorama
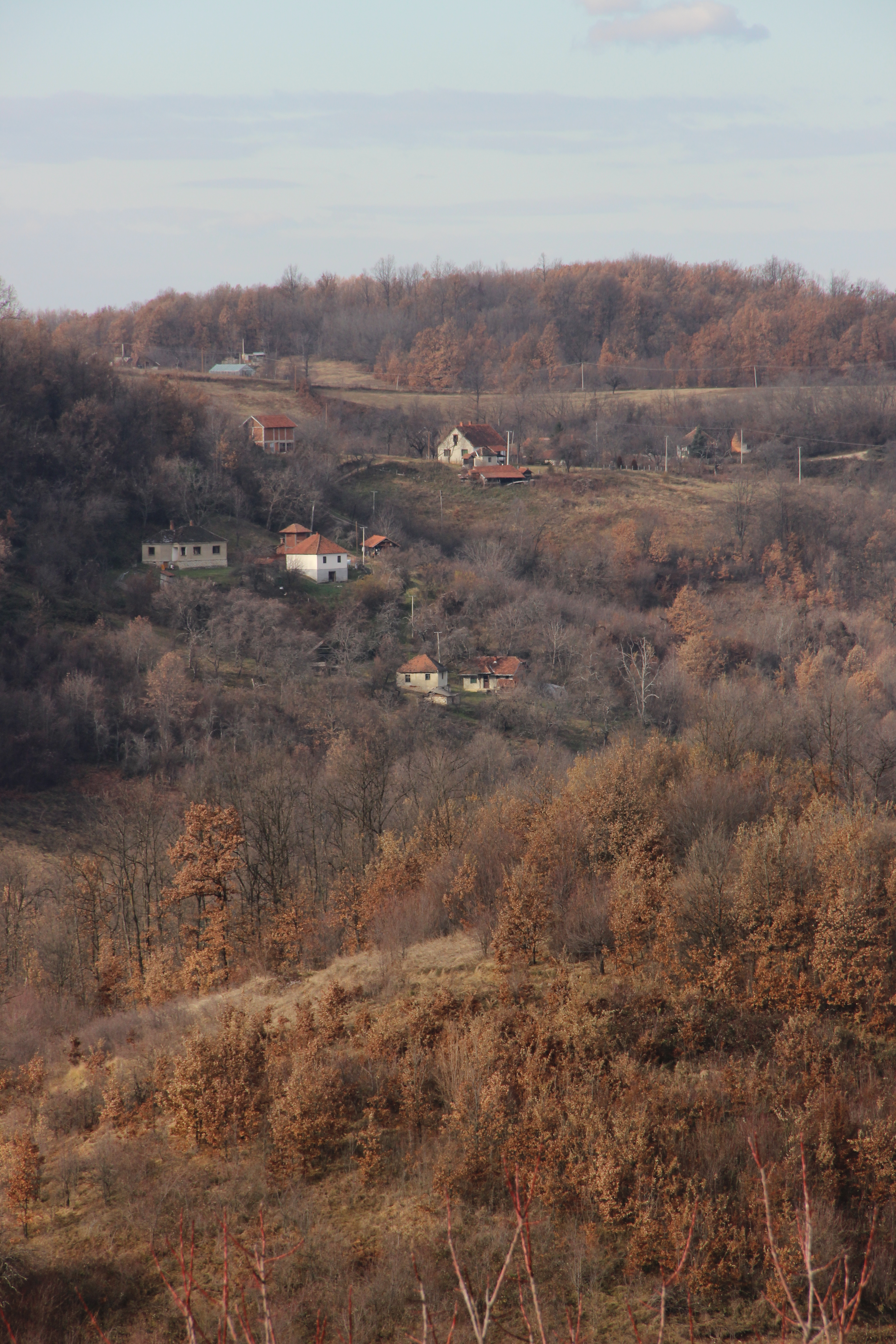
Struganik - panorama
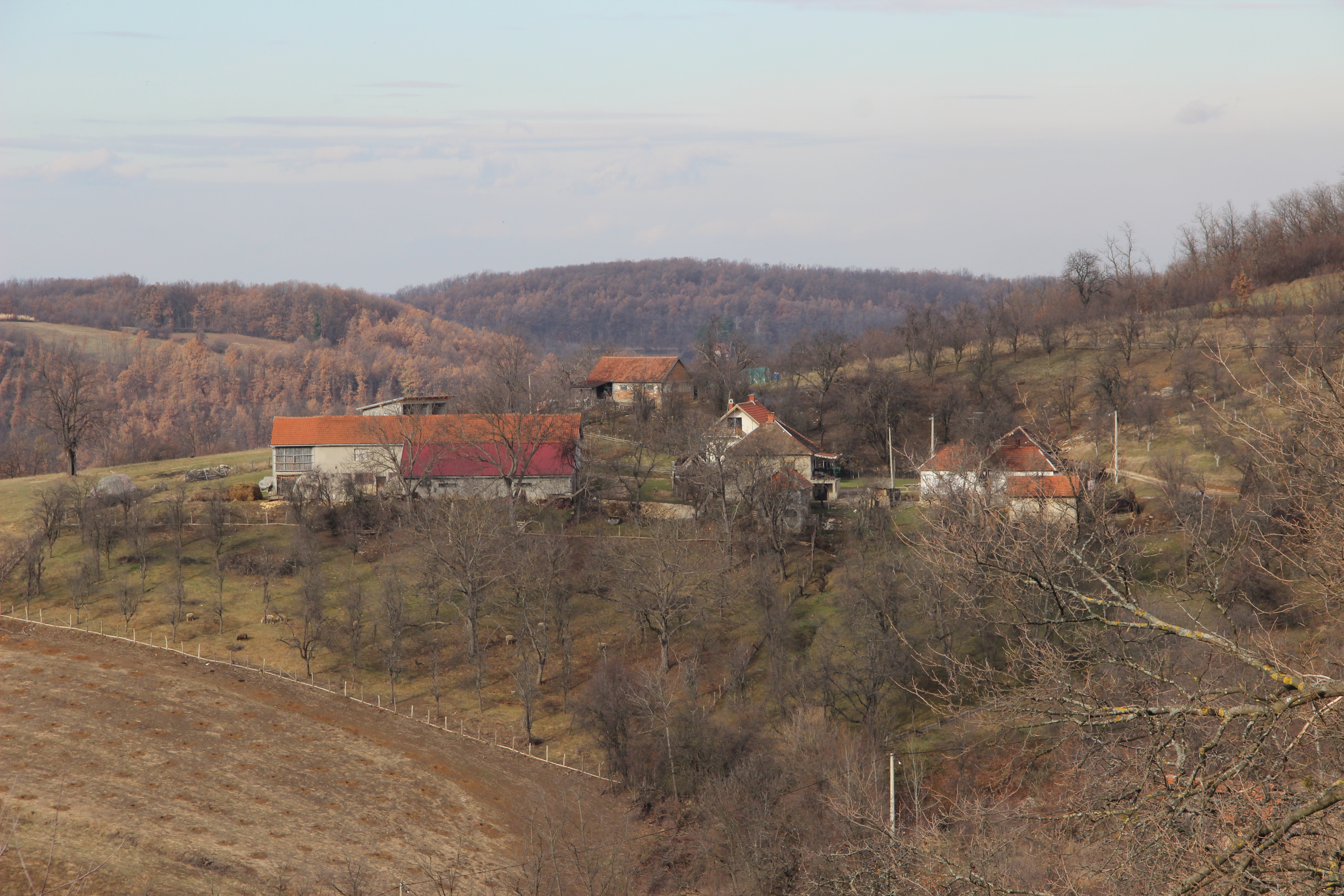
Struganik - panorama
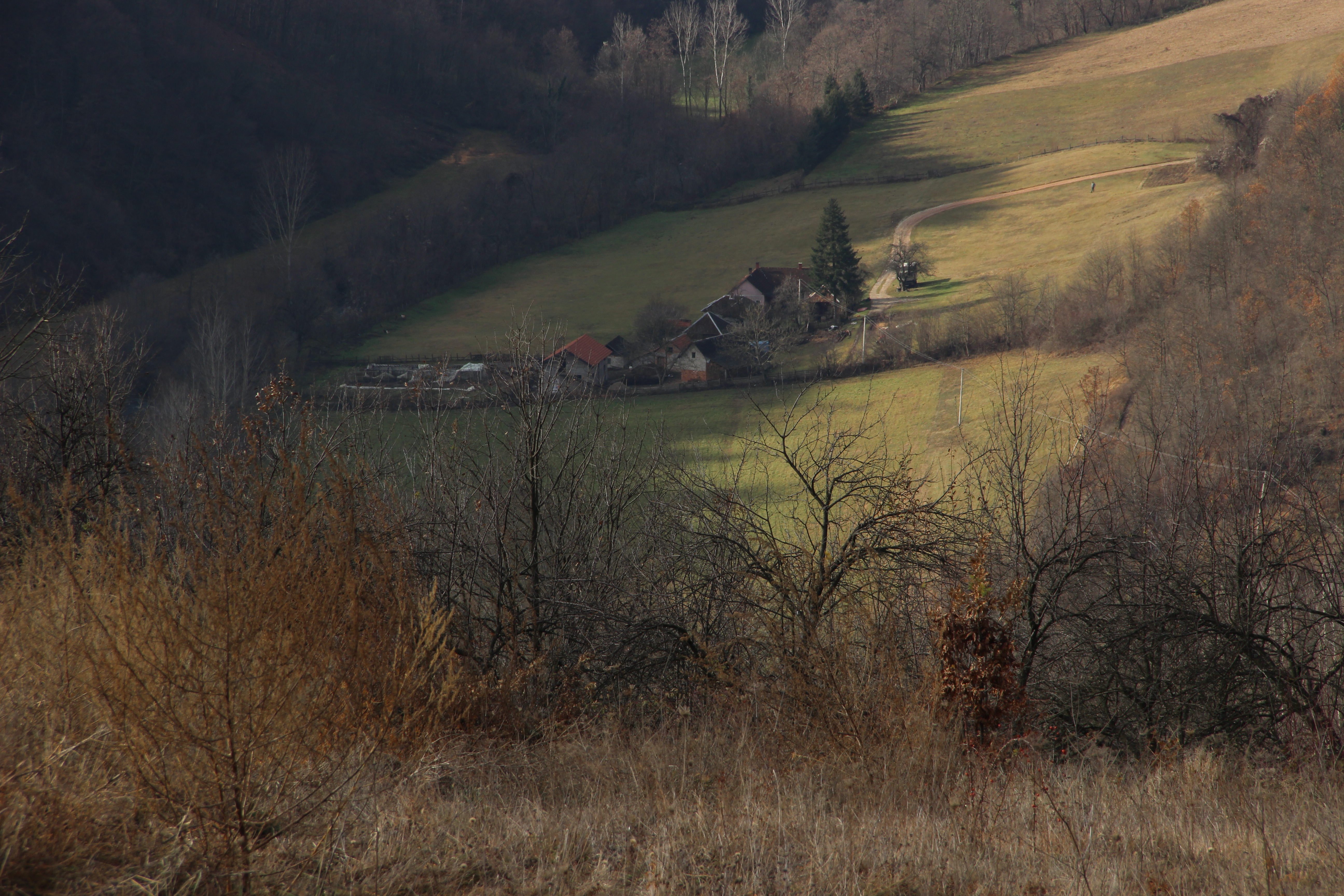
Struganik - panorama
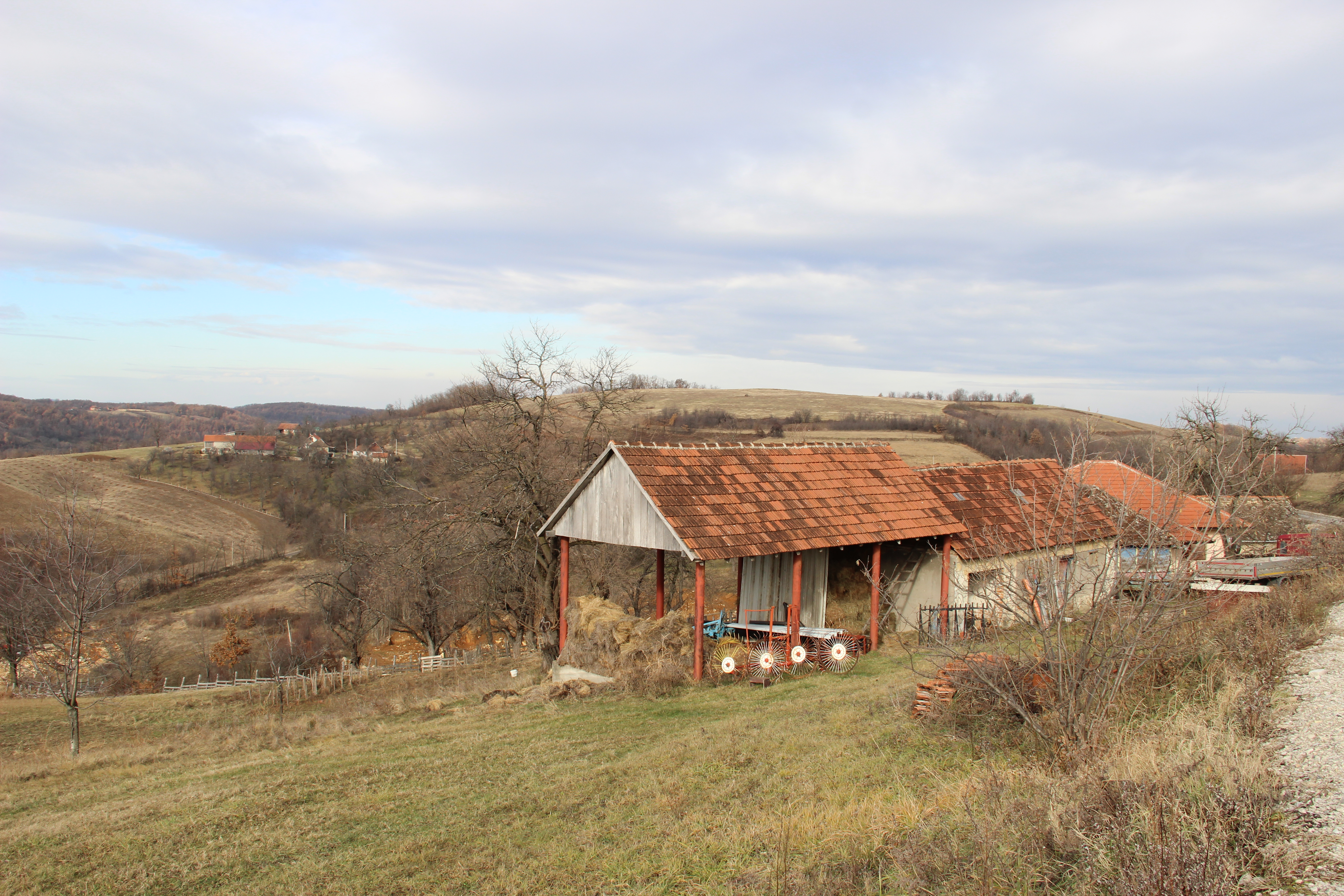
Struganik - panorama
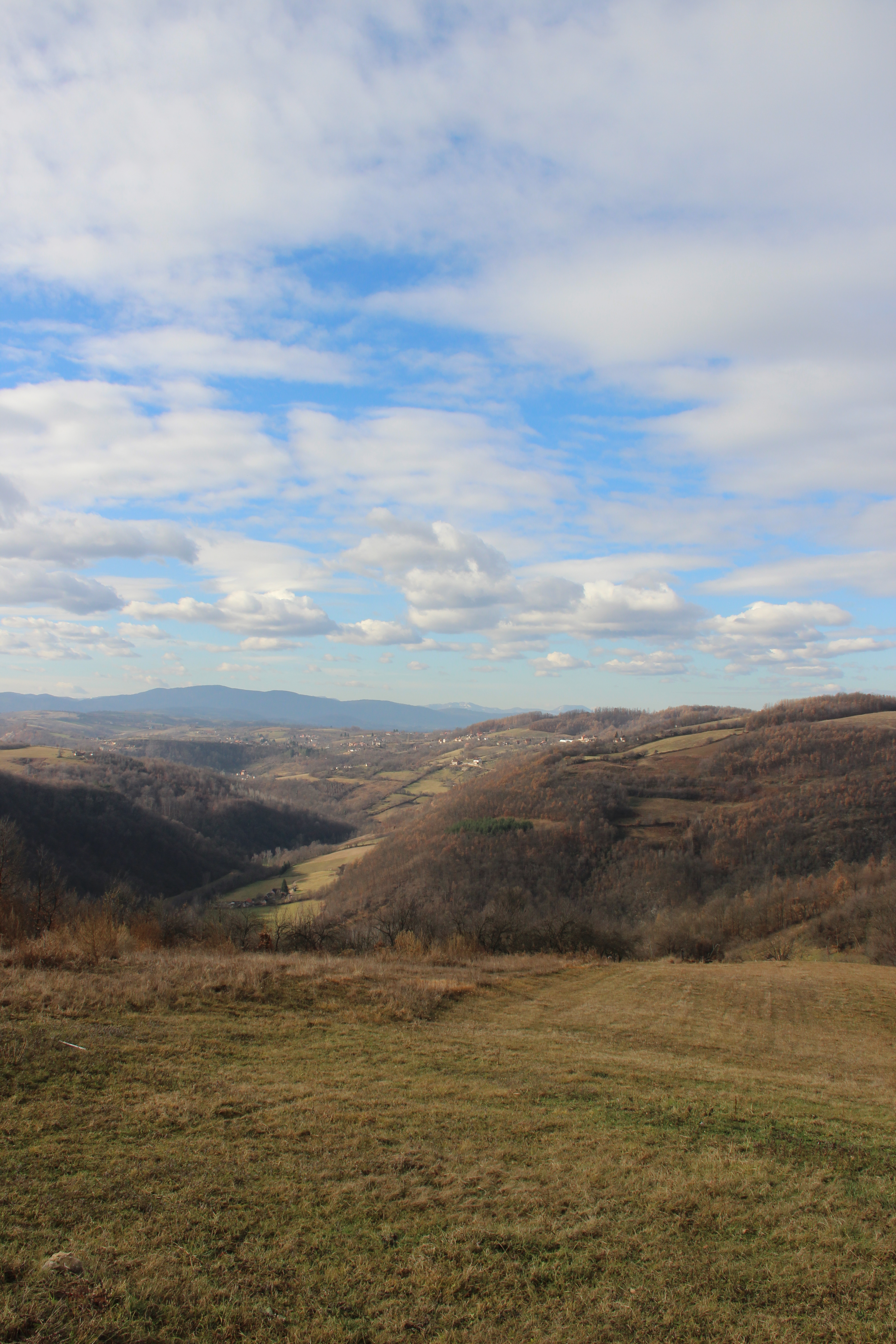
Struganik - panorama
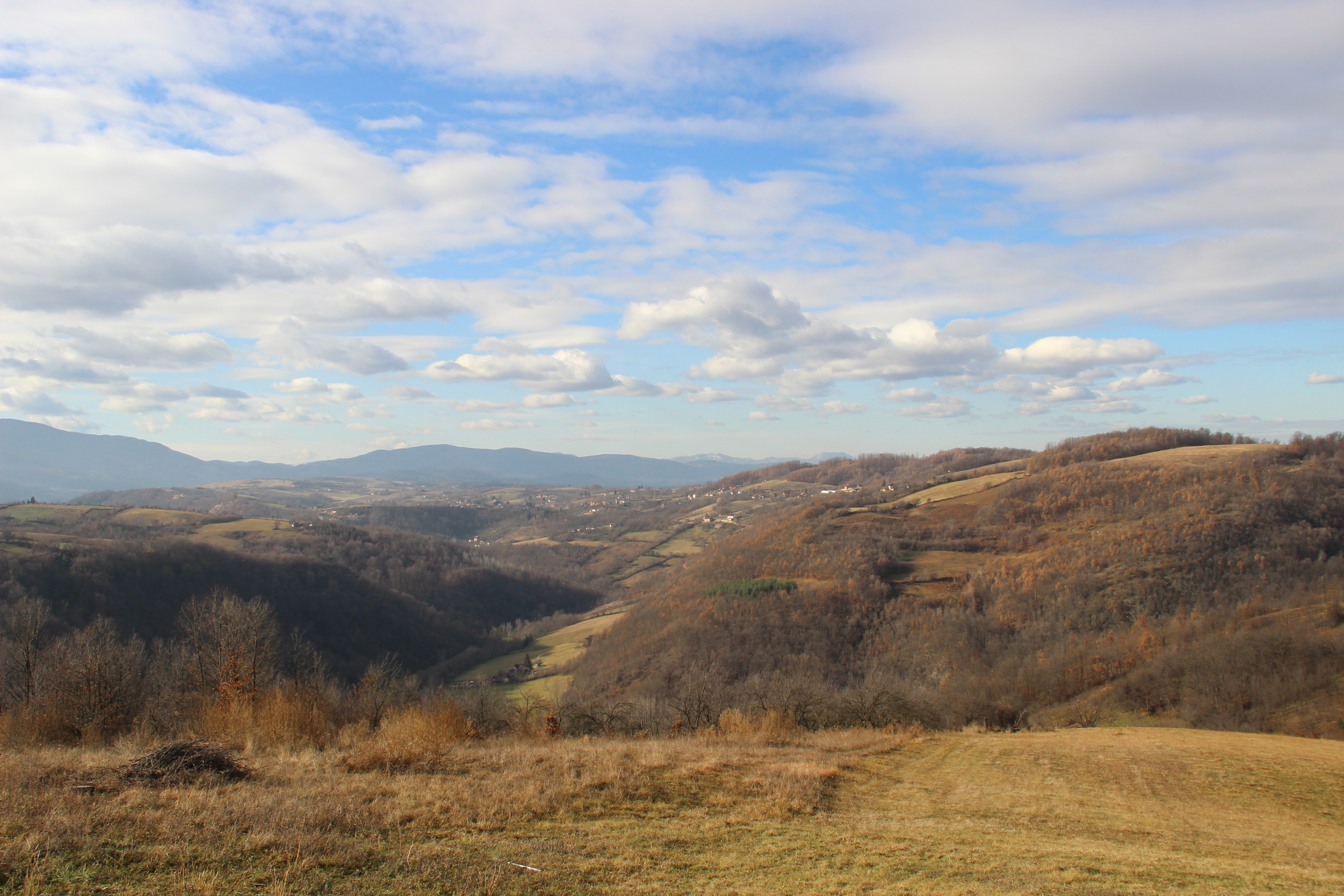
Struganik - panorama
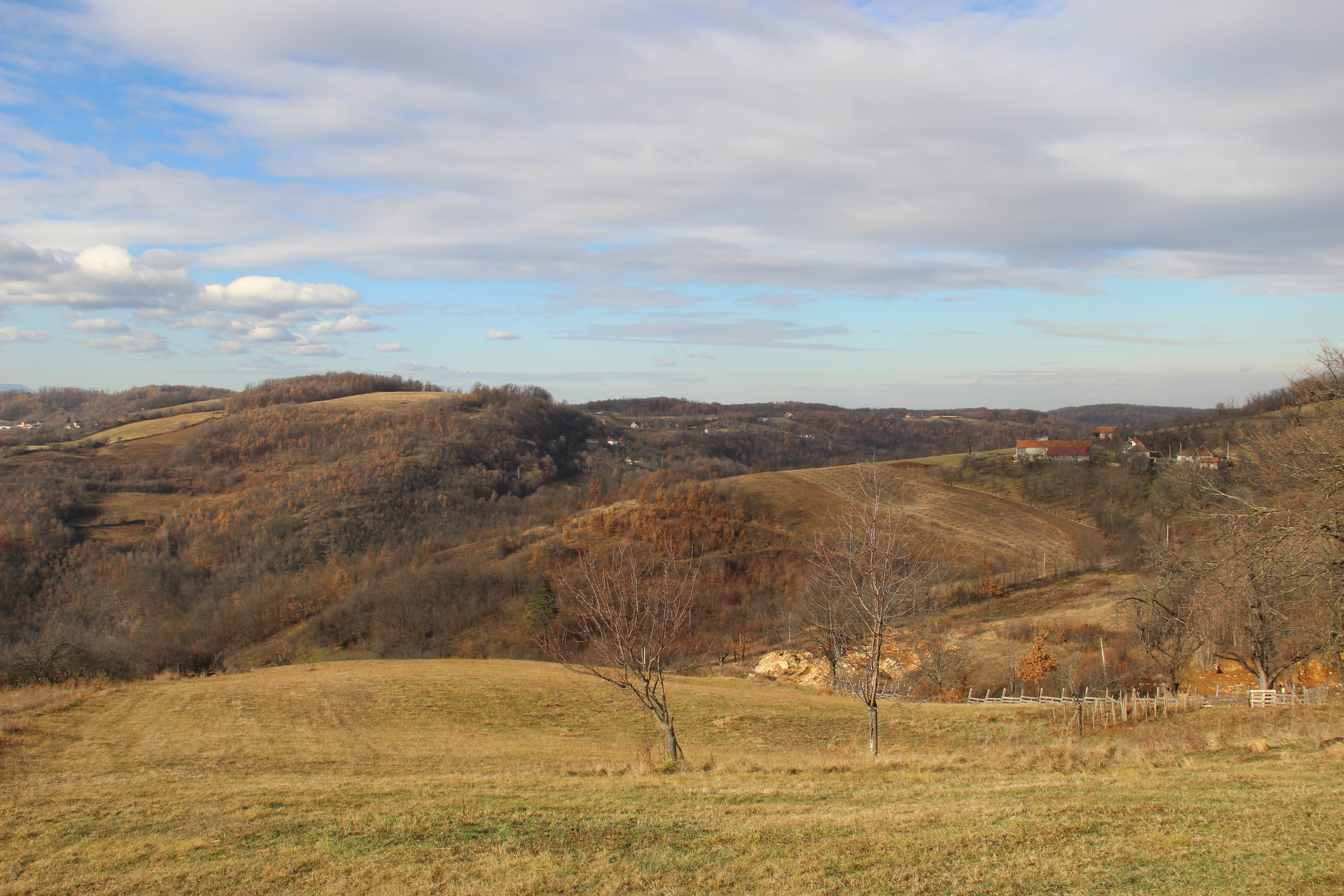
Struganik - panorama
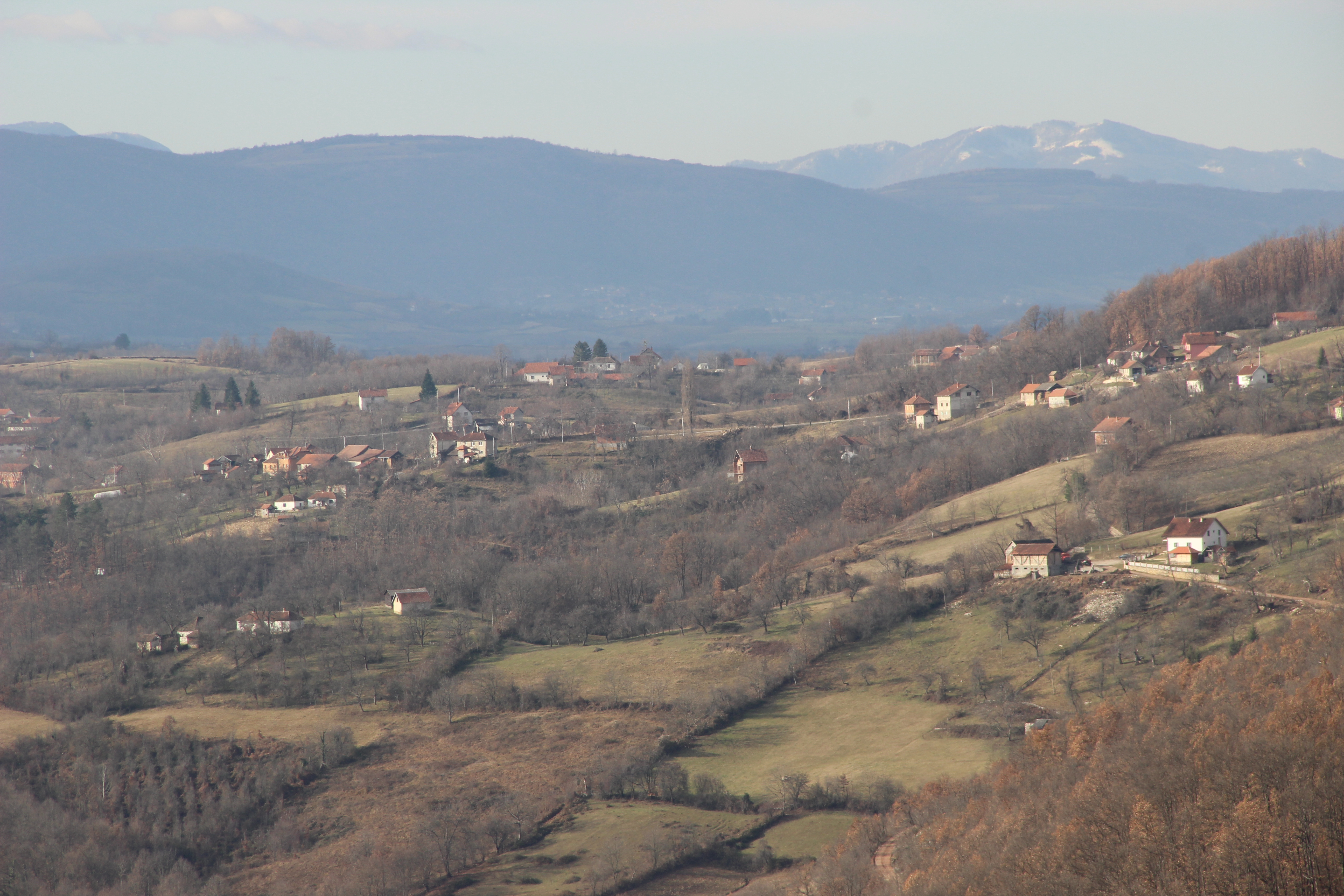
Struganik - panorama
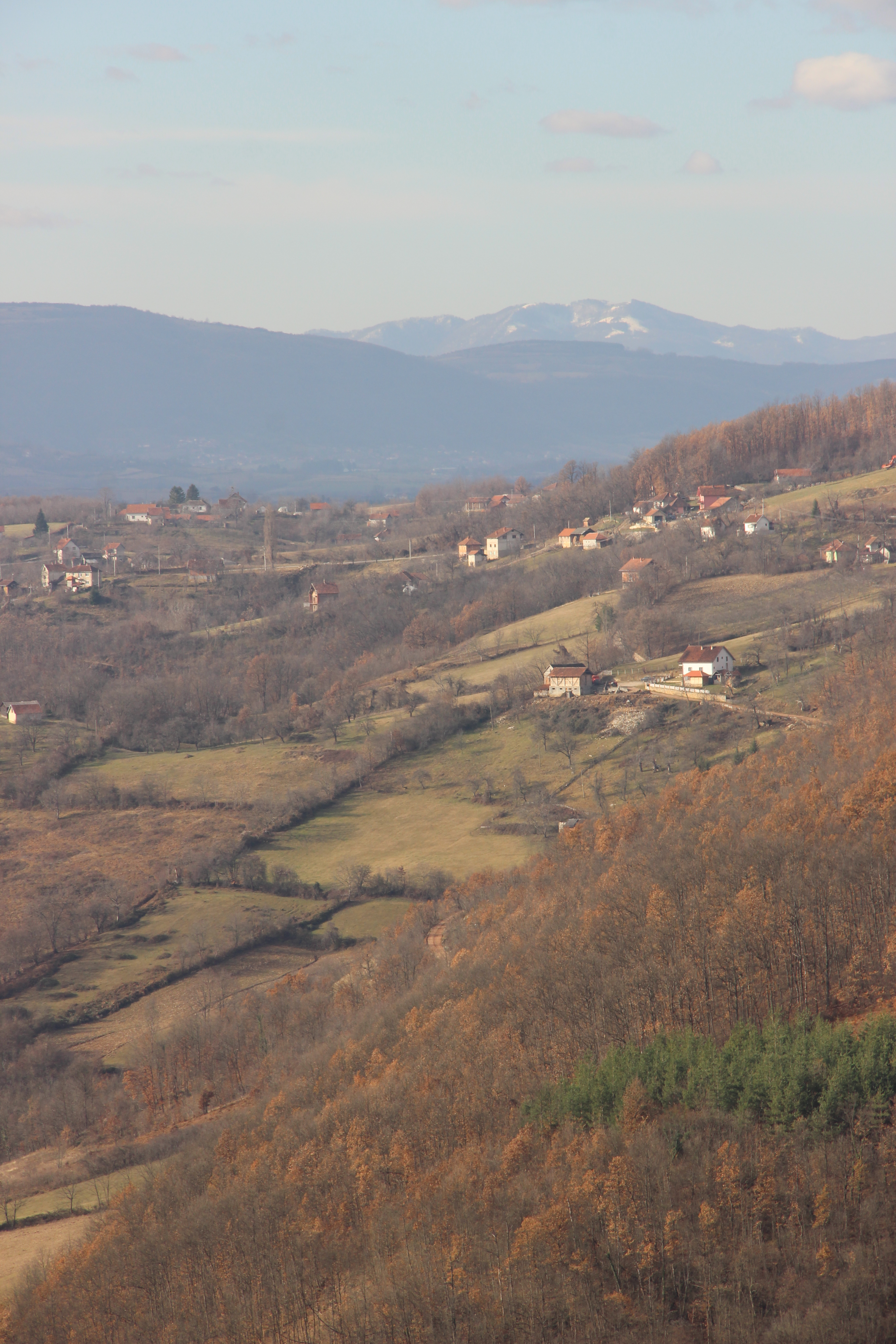
Struganik - panorama

## Demografia
| 1948 | 1953 | 1961 | 1971 | 1981 | 1991 | 2002 | 2011 |
| ---- | ---- | ---- | ---- | ---- | ---- | ---- | ---- |
| 557  | 542  | 465  | 391  | 343  | 290  | 276  | 202  |